# Thraulodes rodrigoi
Thraulodes rodrigoi is een haft uit de familie Leptophlebiidae. De wetenschappelijke naam van de soort werd voor het eerst geldig gepubliceerd in 2018 door Boldrini, Dantas en Lima. 